# Міттенаар
Міттенаар (нім. Mittenaar) — громада в Німеччині, знаходиться в землі Гессен. Підпорядковується адміністративному округу Гіссен. Входить до складу району Лан-Дилль.
Площа — 35,17 км2. Населення становить 4717 ос. (станом на 31 грудня 2020).